# Aéroport international de Paphos
 (mai 2020).
Si vous disposez d'ouvrages ou d'articles de référence ou si vous connaissez des sites web de qualité traitant du thème abordé ici, merci de compléter l'article en donnant les références utiles à sa vérifiabilité et en les liant à la section « Notes et références ».
L'aéroport international Paphos (grec moderne : Διεθνής Αερολιμένας Πάφου ; turc : Baf Uluslararası Havaalanı) (code IATA : PFO • code OACI : LCPH) est situé à 6,5 kilomètres au sud-est de la ville de Paphos, à Chypre.
C'est le second aéroport le plus fréquenté du pays après l'aéroport international de Larnaca. C'est essentiellement un aéroport touristique, desservant des destinations prisées telles que la Baie de Corail, Limassol et Paphos.

## Histoire
En mai 2006, Hermes Airports Limited a repris la construction, le développement et l'exploitation des aéroports de Larnaca et de Paphos pour une période de 25 ans. Selon l'exploitant de l'aéroport, l'aéroport de Paphos a desservi 1 744 011 passagers en 2007.  Un nouveau terminal a ouvert ses portes à Paphos en novembre 2008. 
Le 10 janvier 2012, Ryanair a annoncé son intention d'ouvrir sa 50e base à Paphos. En avril 2012, elle a placé 2 avions à Paphos avec 15 nouvelles routes, offrant plus de 80 vols par semaine. Ryanair a affirmé que la raison pour laquelle elle a ouvert une base à Paphos était due à la réduction des frais d'atterrissage offerts par le programme d'incitation d'Hermes, ainsi qu'au fait qu'elle pouvait facilement fonctionner selon leurs normes (par exemple, leur temps de rotation typique de 25 minutes).
Une nouvelle route à quatre voies est prévue pour relier l'aéroport et Paphos afin que les passagers et le personnel puissent éviter d'utiliser la route principale B6 et la route secondaire E603 qui sont souvent très encombrées

## Situation
| Ercan Larnaca Paphos RAF Akrotiri |

## Installations
Les installations pour passagers comprennent 28 comptoirs d'enregistrement, 1 enregistrement spécial des bagages, 7 portes, 22 stands pour avions, une banque, des restaurants, des cafétérias, des bars, une boutique hors taxes et une boutique de cadeaux. Les autres installations comprennent un service d'assistance touristique, la location de voitures, les premiers soins, une chambre bébé / parents et des installations pour les personnes handicapées. Le stockage réfrigéré, les responsables de la santé et les équipements à rayons X font partie des installations prévues pour le fret. De plus, des plates-formes de chargement et des chariots élévateurs sont également disponibles.

## Statistiques
Pour des raisons techniques, il est temporairement impossible d'afficher le graphique qui aurait dû être présenté ici.

Voir la requête brute et les sources sur Wikidata.

### Zoom sur l'impact du covid de 2019-2020
Pour des raisons techniques, il est temporairement impossible d'afficher le graphique qui aurait dû être présenté ici.

Voir la requête brute et les sources sur Wikidata.
|      | Nombre de passagers | Variation en pourcentage |
| ---- | ------------------- | ------------------------ |
| 2006 | 1,832,655           | -                        |
| 2007 | 1 744 800           | 4,7 %                    |
| 2008 | 1 765 431           | 1,1 %                    |
| 2009 | 1 590 905           | 9,8 %                    |
| 2010 | 1 613 546           | 1,4 %                    |
| 2011 | 1 778 898           | 10,2 %                   |
| 2012 | 2 242 797           | 26,0 %                   |
| 2013 | 2 175 114           | 3,0 %                    |
| 2014 | 2 097 923           | 3,5 %                    |
| 2015 | 2 277 741           | 8,5 %                    |
| 2016 | 2 336 471           | 2,5 %                    |
| 2017 | 2 518 169           | 7,7 %                    |
| 2018 | 2 872 391           | 14,0 %                   |
| 2019 | 3 044 402           | 5,9 %                    |

## Galerie

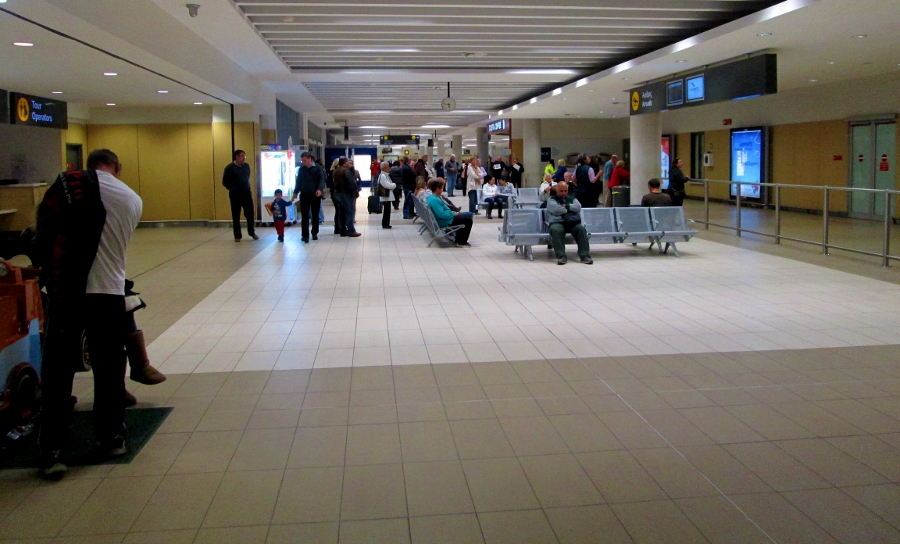
Intérieur de l'aéroport de Paphos.
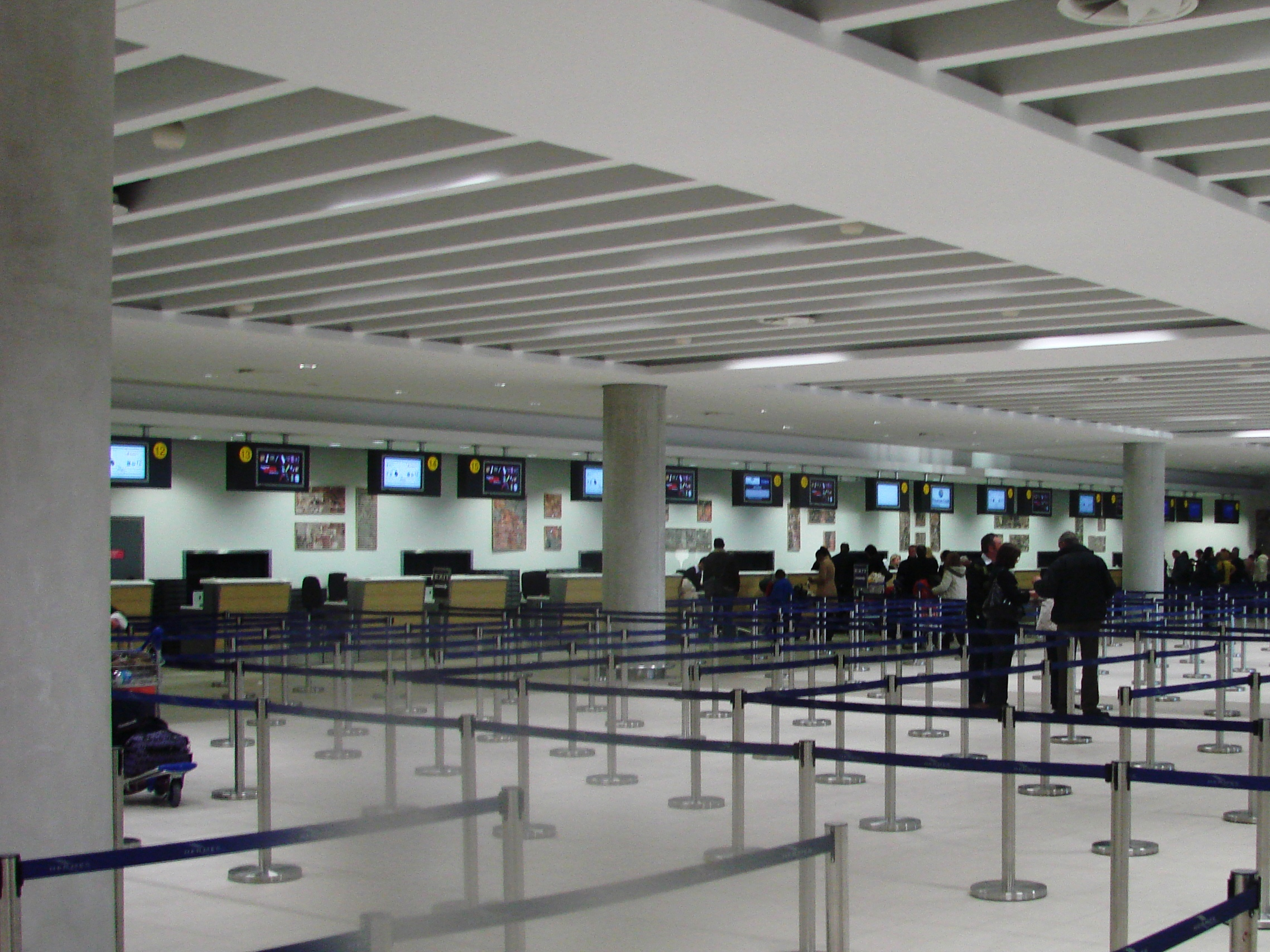
Comptoirs d'enregistrement de l'aéroport de Paphos.

## Compagnies aériennes et destinations
| Compagnies             | Destinations |
| ---------------------- | --- |
| Aegean Airlines        | Athènes E.-Venizélos |
| British Airways        | En saison: Londres-Gatwick, Londres-Heathrow |
| Buzz (Ryanair)         | En saison charter: Katowice-Pyrzowice, Poznań (Posnanie)-H. Wieniawski, Varsovie-Chopin |
| Copenhagen Air Taxi    | En saison charter: Aarhus |
| easyJet                | Bristol, Édimbourg, Londres-Gatwick, Londres-Luton, Manchester |
| Edelweiss Air          | En saison: Zurich |
| El Al                  | En saison: Tel Aviv - Ben Gourion |
| Jet2.com               | Birmingham, Londres-Stansted, Manchester En saison: - Belfast, - Bristol, - East Midlands, - Édimbourg, - Glasgow, - Leeds-Bradford, - Newcastle |
| LOT Polish Airlines    | En saison charter:Katowice-Pyrzowice, Varsovie-Chopin |
| Lufthansa              | En saison: Munich-F. J. Strauß |
| Petroleum Air Services | En saison charter:Le Caire |
| Ryanair                | - Amman-Reine-Alia, - Athènes E.-Venizélos, - Bergame-Orio al Serio, - Berlin-Brandebourg, - Bucarest-H. Coandă, - Budapest-Ferenc Liszt, - Charleroi Bruxelles-Sud, - Cologne/Bonn-K. Adenauer, - Dublin, - Eindhoven, - Gdańsk-L. Wałęsa, - Katowice-Pyrzowice, - Kaunas, - Cracovie-Jean-Paul II, - La Canée I.-Daskaloyánnis, - Londres-Stansted, - Manchester, - Marseille-Provence, - Memmingen, - Paris-Beauvais, - Poznań (Posnanie)-H. Wieniawski, - Riga, - Rome - G. B. Pastine (Ciampino), - Sofia-Vrajdebna, - Tallinn, - Tel Aviv - Ben Gourion, - Thessalonique-Makedonía, - Toulouse-Blagnac, - Varsovie-Chopin, - Varsovie-Modlin (Mazovie), - Wrocław-N. Copernic, - Zagreb-Pleso En saison: - Bologne-Borgo Panigale, - Bratislava-M. R. Štefánik, - Malte, - Mykonos, - Naples-Capodichino, - Newcastle, - Pise-Galileo Galilei, - Rhodes-Diagoras, - Trévise-Sant'Angelo |
| Transavia              | En saison: Amsterdam |
| Transavia France       | En saison: Lyon-Saint-Exupéry,(débute le 12 juillet 2025) Paris-Orly |
| TUI Airways            | En saison: - Birmingham, - Bournemouth, - Bristol, - Cardiff-Rhoose, - East Midlands, - Exeter, - Glasgow, - Londres-Gatwick, - Londres-Stansted, - Manchester, - Newcastle, - Norwich |
| TUI fly Belgium        | En saison: Bruxelles-National |
| TUI fly Netherlands    | En saison: Amsterdam |
| Tus Airways            | En saison: Paris-Charles de Gaulle, Tel Aviv - Ben Gourion |

Édité le 15 mars 2020  Actualisé le 27/01/2023

## Accès
L'aéroport est relié par autobus à Paphos, Limassol, et Nicosia.

## Accidents et incidents
- Le 21 septembre 2011, un Boeing 737-800 de Thomson Airways a atterri par inadvertance sur la voie de circulation parallèle à la piste (Taxiway Bravo, anciennement piste 11L / 29R). Aucun autre avion n'était sur la voie de circulation à l'époque, et le Thomson a roulé en toute sécurité jusqu'à l'aire de trafic.  En 2014, des marques jaunes «TAXI» ont été peintes sur toute la largeur de la voie de circulation parallèle près de chaque extrémité longitudinale, face à l'aéronef qui s'approche; et un marquage "TAXIWAY" a été peint à sa jonction avec Taxiway Charlie (environ à mi-chemin), face à ce dernier.